# Lauricius hooki
Espèce
Lauricius hooki est une espèce d'araignées aranéomorphes de la famille des Zoropsidae.

## Distribution
Cette espèce est endémique des États-Unis. Elle se rencontre en Arizona, au Nouveau-Mexique et au Texas.

## Description
La femelle holotype mesure 11,50 mm et le mâle paratype 11,50 mm.

## Étymologie
Cette espèce est nommée en l'honneur de Luther Hook.

## Publication originale
- Gertsch, 1941 : New American spiders of the family Clubionidae. I. American Museum novitates, no 1147, p. 1-20 (texte intégral).